# Serial Digital Interface
Das Serial Digital Interface (SDI) ist eine serielle, digitale Schnittstelle, primär zur Übertragung von unkomprimierten und unverschlüsselten Videodaten über Koaxialkabel oder Lichtwellenleiter. Es kommt hauptsächlich im Bereich professioneller Fernsehstudios/-sendern zum Einsatz.
Die SDI-Schnittstelle wird von der Society of Motion Picture and Television Engineers (SMPTE) spezifiziert und stellt eine Weiterentwicklung der analogen Videostandards wie dem PAL- bzw. NTSC-Verfahren dar. So werden Medieninhalte direkt und ohne Unterbrechung übertragen. Dementsprechend muss keine Quelle gesucht werden, da das Signal roh ausgegeben wird. Oft wird von SDI gesprochen wenn der dafür verwendete Verbinder gemeint ist, dieser ist aber ein sogenannter BNC-Stecker. Die Steckverbindung ist immer die gleiche, egal ob 1.5G, 3G, 6G oder 12G, da diese sich auf die Datenrate und den Querschnitt des Kabels beziehen und nicht wie es weit verbreitet ist auf die Spannungsstärke. SDI-Kabel sind ein fester Standard in der TV- und Filmwelt. Das Signal wird bis zu einer Länge von 100 Metern verlustfrei übertragen.
Die Erweiterung HD-SDI gemäß der Norm SMPTE 292M ist dabei die derzeit vorherrschende Verbindung zur Übertragung von unkomprimierten Bildsignalen für HD, Digital Intermediate und digitales Kino im Studio- und Produktionsumfeld. Über alle HD-SDI-Verbindungen können Bild, Ton und Metadaten übertragen werden. HD-SDI ist, wie SDI im Allgemeinen, vor allem in professionellen Videogeräten zu finden, für Verbraucher haben sich Schnittstellen geringerer Leistung etabliert. HD-SDI-Geräte finden sich meist nur in privaten oder Mietstudios und Kinos. Die Schnittstelle ist außerdem in der Veranstaltungstechnik in Gebrauch, hauptsächlich um Video-Signale über größere Distanzen übertragen zu können.
Ein relativ neues Anwendungsfeld ist der Einsatz bei Videoüberwachungssystemen, wo über diesen Standard Bilder von speziellen HD-Kameras über bestehende Koaxialkabel-Installationen übertragen werden können. Somit ermöglicht HD-SDI in diesem Sektor hochauflösende Bilder ohne komplettes Umrüsten auf IP-Video. Weitere Anwendungen sind Fieldmonitore wie von Atomos oder SmallHD, Tonübertragung (High-class Mischpulte), Bildmischer sowie Metadaten-Übertragung.

## Bitraten und Bildformate
Die SDI-Schnittstelle wird in verschiedene Gruppen mit unterschiedlichen Bitraten eingeteilt:
- Es gibt die SD-SDI-Gruppe, welche unter anderem die Standardauflösungen von PAL bzw. NTSC abbilden und meist mit 270 Mbit/s betrieben wird.
- Im Standard SMPTE 292M wird die HD-SDI-Schnittstelle beschrieben, welche im Rahmen der HDTV-Formate seit 1998 zur Anwendung kommt und im Regelfall eine Bitrate von 1,485 Gbit/s aufweist.
- Wenn zwei HD-SDI-Verbindungen über zwei Kabel gemäß der Norm SMPTE 372M zusammengeschaltet werden, können auch 2K-Daten von digitalen Kinokameras übertragen werden.
- Eine Erweiterung von HD-SDI, 3G-SDI, ist die Aufschaltung von zwei SMPTE-292M-Verbindungen auf nur einem Kabel, wird mit 2,97 Gbit/s betrieben und ist in der Norm SMPTE 424M festgelegt.

Im Folgenden sind die wichtigsten SDI-Schnittstellennormen zusammengefasst. Die Zahl unter Videoformat gibt dabei die Zeilenanzahl an, der daran anschließende Buchstabe i steht für interlaced, wie es bei PAL bzw. NTSC üblich ist, und p für progressive, Bildmaterial welches ohne Zeilensprungverfahren übertragen wird.

Videoformate

| Standard      | Name             | Bitraten (in Gbit/s)        | Beispielhafte Videoformate |
| ------------- | ---------------- | --------------------------- | -------------------------- |
| SMPTE 259M    | SD-SDI           | 0,27, 0,36, 0,143 und 0,177 | 480i (NTSC), 576i (PAL)    |
| SMPTE 344M    | ED-SDI           | 0,540                       | 480p, 576p                 |
| SMPTE 292M    | HD-SDI           | 1,485 und 1,485/1,001       | 720p, 1080i (HDTV)         |
| SMPTE 372M    | Dual Link HD-SDI | 2,970 und 2,970/1,001       | 1080p                      |
| SMPTE 424M    | 3G-SDI           | 2,970 und 2,970/1,001       | 1080p, 4K (Dual Link)      |
| SMPTE ST 2081 | 6G UHD-SDI       | 6                           | 4K30p                      |
| SMPTE ST 2082 | 12G UHD-SDI      | 12                          | 4K60p                      |

## Physische Schnittstellen

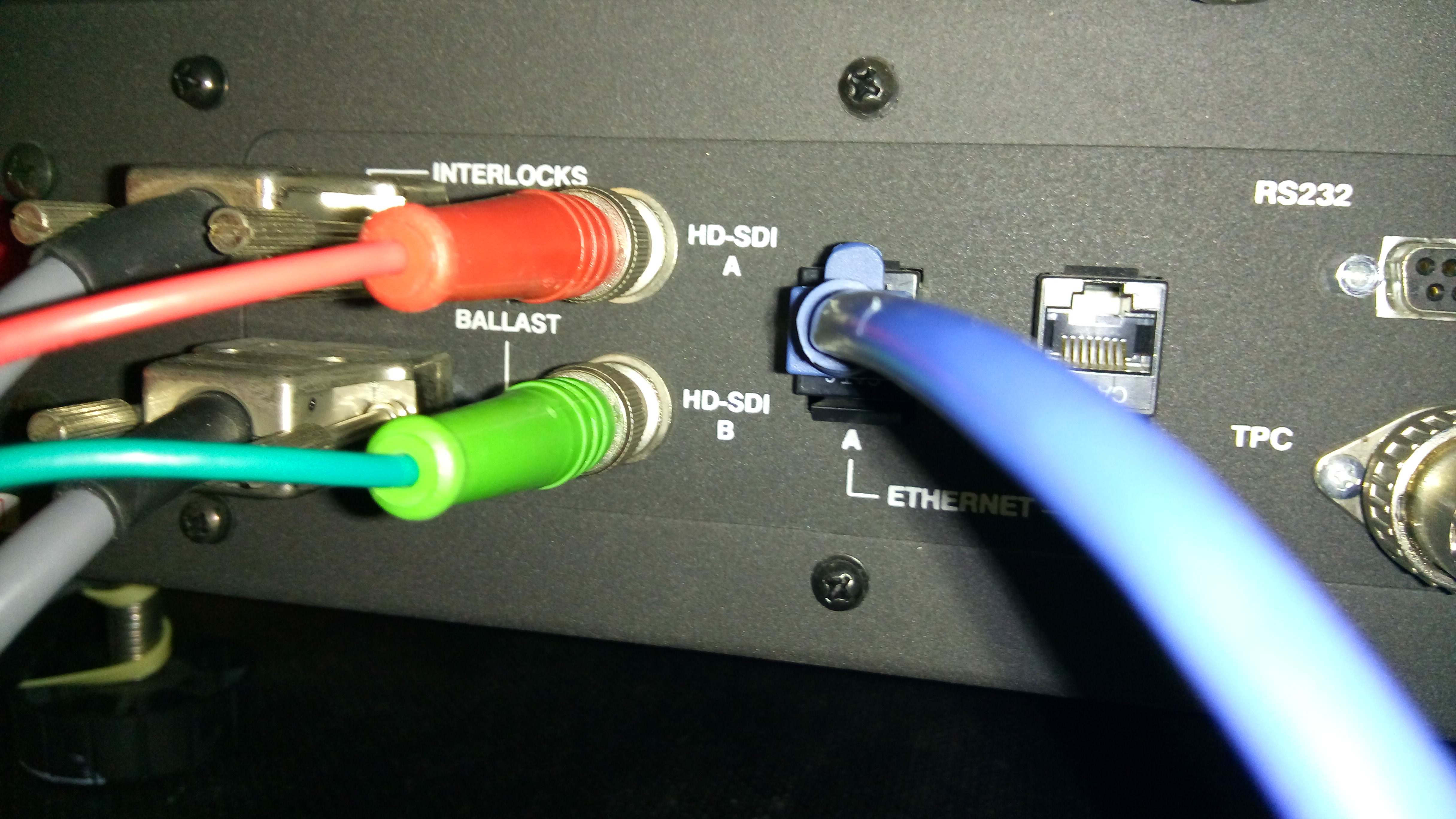
Dual Link HD-SDI-Eingang an einem Christie Kinoprojektor

Die SDI-Schnittstelle basiert elektrisch auf Koaxialkabel mit einer Impedanz von 75 Ω und verwendet zum Anschluss BNC-Steckverbinder. Die verwendeten Kabel und Steckertypen wurden vom vorhergehenden analogen Videosignalstandard übernommen. Die maximale Kabellänge beträgt bei SD-SDI und Verwendung entsprechend hochwertiger Kabel bis zu 300 m, bei HD-SDI beträgt die maximale Kabellänge 100 m. Der Spannungshub beträgt 800 mV (±10 %).
Weiterhin kann, insbesondere bei HD-SDI, auch eine optische Übertragung mittels Lichtwellenleiter eingesetzt werden. Die Parameter sind in der SMPTE 292M festgelegt, welche unter anderem eine optische Wellenlänge von 1310 nm (±40 nm), SC-Stecker und Glasfaserkabel nach der Norm IEC 60793-2 vorgibt.
Die Daten werden medienunabhängig als NRZI-Datenstrom codiert, um dem Empfänger die Taktrückgewinnung des Pixeltaktes zu ermöglichen. Zusätzlich werden die Daten mittels Scrambler statistisch gleichanteilsfrei gemacht, um so den SDI-Datenstrom zur galvanischen Trennung über Impulstransformatoren führen zu können.

## Datenformat

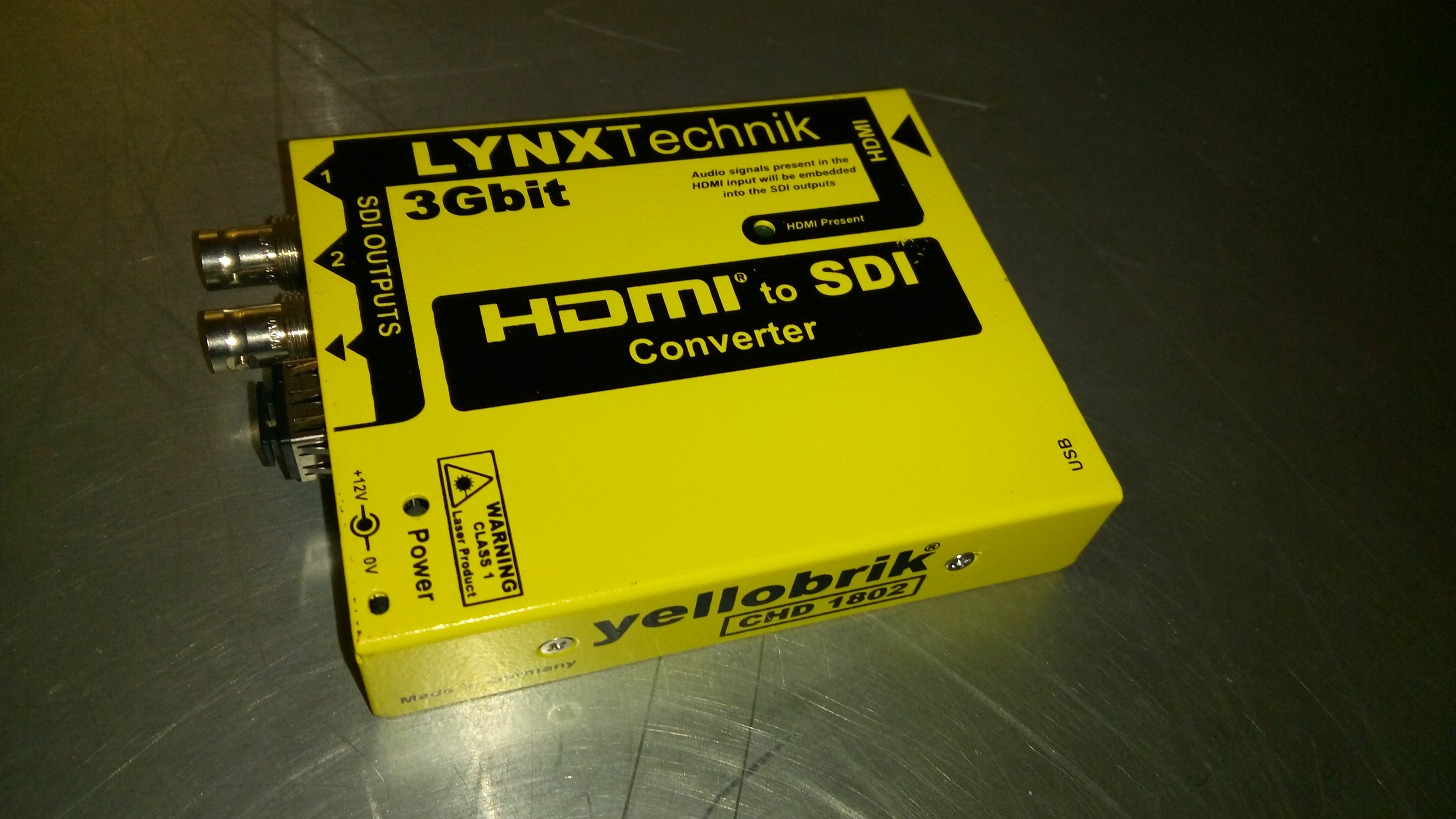
HDMI-auf-SDI-Konverter

In der SMPTE 259M, welche gleichwertig zu der ITU-R BT.656 ist, wird der grundlegende Rahmenaufbau eines unkomprimierten digitalen Videosignals beschrieben. Das Format und die zeitliche Ausrichtung ist dabei an die analogen Videostandards angelehnt. Bestimmte analoge Spezifika, wie die zur horizontalen und vertikalen Synchronisation notwendigen Steuerimpulse, werden dabei durch spezielle digitale Codes, den SAV (englisch Start of Active Video) und EAV (englisch End of Active Video) abgebildet.
In SD-SDI ist die Wortbreite der übertragenden Helligkeitsdaten (Y) und der Farbinformation (Cb steht für die blaue Farbinformation bzw. Cr für die rote Farbinformation) typischerweise 10 Bit. In HD-SDI werden die Y und Cb/Cr Daten parallel zu je 10 Bit in einem 20 Bit breiten Wort abgebildet.
Die Bildinformation weist bei SD-SDI folgende zeitliche Abfolge auf:
Cb Y  Cr Y' Cb Y  Cr Y' 
und bei HD-SDI, wobei immer ein Y- mit einem C-Wert parallel zusammengefasst wird:
YY  Y' Y  Y' Y  Y' Y  Y'
CCb Cr Cb Cr Cb Cr Cb Cr
Die Bildinformation wird im YCbCr-Farbmodell mit einem Abtastraster von 4:2:2 übertragen und darf nur den Wertebereich 4 bis 1019 (0x004 bis 0x3FB in hexadezimaler Schreibweise) umfassen. Die Werte 0 bis 3 und 1020 bis 1023 (0x3FC bis 0x3FF) sind im Rahmen der SDI-Schnittstelle für Signalisierungen und Steuerworte reserviert. Unter anderem wird mit diesen Steuerworten der Beginn bzw. das Ende einer Videozeile signalisiert.

## Farbmodelle
Single Link HD-SDI SMPTE 292M bietet
- YCbCr 4:2:2 mit 10 bit pro Kanal.

Dual Link HD-SDI SMPTE 372M bietet zusätzlich
- höhere Frameraten für die 1080p-Formate: 50, 60/1,001 und 60
- YCbCr 4:4:4 und RGB 4:4:4 mit 10 bit pro Kanal, mit optionalem Alphakanal
- YCbCr 4:4:4 und RGB 4:4:4 mit 12 bit pro Kanal ohne Alphakanal
- YCbCr 4:2:2 mit 12 bit pro Kanal, mit optionalem Alphakanal

## Erweiterungen
Neben dem unkomprimierten Videosignal, welches primär übertragen wird, besteht bei SDI die Möglichkeit, zusätzliche Signale, Steuerdaten oder Metadaten/Kontrolldaten zu übertragen. Dazu werden die Zeitbereiche außerhalb des sichtbaren Videobereichs, welche bei den zugrunde liegenden analogen Videostandards für Synchronisationsimpulse verwendet werden, zur Übertragung spezieller Datenpakete verwendet.
In der Norm SMPTE 291M ist festgelegt, wie diese zusätzlichen Daten, im Englischen als Ancillary Data bezeichnet, in das SDI-Signal eingefügt werden können. Geräte, welche dieses Einfügen bzw. Einbetten vornehmen, werden auch als Embedder bzw. das Gegenstück dazu als Deembedder bezeichnet. Beispielsweise können folgende Daten zusätzlich zu den Videodaten eingefügt werden:
- EDH-Pakete zur Fehlererkennung (englisch Error Detection and Handling) nach der Norm SMPTE RP168.
- Digitale Audio Daten nach den Standard AES-3. Dabei können bis zu 16 unkomprimierte Audiokanäle sowohl bei SD-SDI als auch HD-SDI eingefügt werden, deren Verfahren in SMPTE 272M und SMPTE 299M festgelegt sind.
- Timecode für die zeitliche Steuerung.
- Teletext nach den Normen SMPTE 2031 bzw. OP-47.
- Textinformationen
- VPID (Video Payload Identifier), um das Videoformat zu beschreiben (definiert in SMPTE 352M).

Der Vorteil der eingebetteten Zusatzdaten liegt darin, dass in der Infrastruktur eines Fernsehstudios keine getrennten Wege für Videosignale und die dazugehörigen Audiosignale und Steuersignale wie bei analoger Übertragung notwendig sind. Das Bildsignal enthält, entsprechend zeitlich korrekt ausgerichtet, seine bis zu 16 dazugehörigen Audioströme und kann als eine Signalfolge mit konstanter Verzögerungszeit beispielsweise über Kreuzschienen geführt werden.

### SDTI
Neben dem Transport von unkomprimierten Videodaten kann die SDI-Schnittstelle den normalerweise sichtbaren Bereich der Videodaten für den Transport beliebiger Daten nutzen. Damit können beispielsweise Ethernet-Schnittstellen-Daten oder digital komprimierte Videodaten nach MPEG oder H.264 über bestehende SDI-Infrastruktur übertragen werden. Damit es nicht zu Störungen bei der Bildwiedergabe kommt, ist das Verfahren im SDTI (engl. Serial Data Transport Interface) festgelegt. Für SD-SDI spezifiziert SMPTE 305M die Details, für HD-SDI die Spezifikation SMPTE 348M.

### 3D
Die Digital Cinema Initiatives nutzt HD-SDI-Übertragung zur Darstellung von 3D-Inhalten im Kino mit 48P.

## Normen
- Society of Motion Picture and Television Engineers: SMPTE 292M-2008: 1.5 Gb/s Signal/Data Serial Interface
- Society of Motion Picture and Television Engineers: SMPTE 291M-2006: Ancillary Data Packet and Space Formatting
- Society of Motion Picture and Television Engineers: SMPTE 372M-2009: Dual Link 1.5 Gb/s Digital Interface for 1920 × 1080 and 2048 × 1080 Picture Formats
- Society of Motion Picture and Television Engineers: SMPTE 424M-2006: 3 GB/s Signal/Data Serial Interface
- Society of Motion Picture and Television Engineers: SMPTE 425M-2008: 3 GB/s Signal/Data Serial Interface – Source Image Format Mapping
- Society of Motion Picture and Television Engineers: SMPTE 428M-1-2006: D-Cinema Distribution Master – Image Characteristics
- Society of Motion Picture and Television Engineers: SMPTE 428M-9-2008: D-Cinema Distribution Master – Image Pixel Structure Level 3 – Serial Digital Interface Signal Formatting